# Auto de devassa

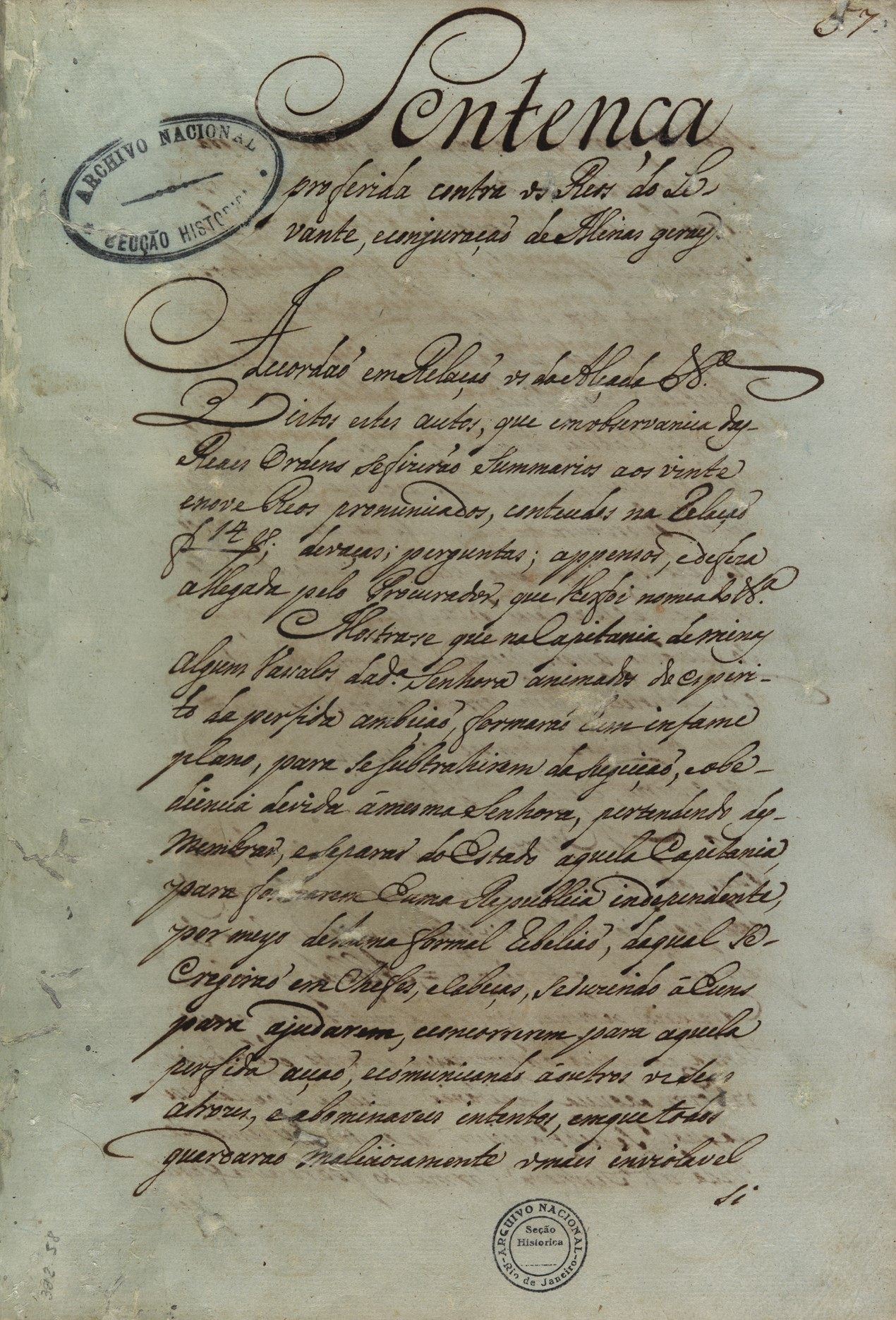
Sentença proferida contra os réus do levante e conjuração de Minas Gerais, 1792. Auto de Devassa da Conjuração Mineira. Arquivo Nacional.

Um Auto de Devassa é uma peça produzida no decorrer do processo judicial, como as petições, termos de audiências, certidões, entre outras.
No Brasil, os autos de devassa da Inconfidência Mineira, ou seja, os autos do processo judicial movido pela coroa portuguesa contra Tiradentes e demais inconfidentes, para apuração de crime de traição, previsto nas Ordenações Filipinas (legislação vigente na época).
Outros autos de devassa famosos nos domínios portugueses são os relativos à Conjuração dos Pintos (Goa), à Conjuração Carioca (Rio de Janeiro), ao Processo dos Távoras, à Conjuração Baiana e outros. 

## Publicação
Os autos da devassa relativos à Inconfidência Mineira foram publicados no Brasil em duas ocasiões: na década de 1930 pela Biblioteca Nacional do Brasil e entre 1976 e 1984 pela Câmara dos Deputados, em parceria com o Governo do Estado de Minas Gerais.